# Villarejo de Órbigo
Villarejo de Órbigo es un municipio y lugar español de la provincia de León, en la comunidad autónoma de Castilla y León. El municipio lo conforman las localidades de Estébanez de la Calzada, Veguellina de Órbigo, Villarejo de Órbigo y Villoria de Órbigo, y cuenta con una población de 2873 habitantes (INE 2024).

## Geografía
| Noroeste: San Justo de la Vega | Norte: Villares de Órbigo Hospital de Órbigo | Noreste: Bustillo del Páramo |
| Oeste: San Justo de la Vega    |                                              | Este: Villazala              |
| Suroeste Valderrey             | Sur: San Cristóbal de la Polantera           | Sureste: Villazala           |

## Demografía
Cuenta con una población de 2873 habitantes (INE 2024).
| Gráfica de evolución demográfica de Villarejo de Órbigo entre 1842 y 2021                                             |
| |
| Población de derecho según los censos de población del INE. Población de hecho según los censos de población del INE. |

## Economía
Municipio agrícola y ganadero. Los productos agrícolas son los propios de la Ribera del río Órbigo: cereales, maíz, alfalfa y remolacha, aunque el cultivo de esta último se ha visto reducido desde el cierre de la fábrica azucarera en la población de Veguellina de Órbigo. En los últimos tiempos se empiezan a ver muchos campos de girasol.
En los años 30 en Veguellina existía un importante sindicato adherido a la Confederación Nacional del Trabajo (CNT-AIT).

## Administración y política
En las elecciones de noviembre de 2011, el PP ganó las elecciones en el ayuntamiento de Villarejo de Órbigo, y la alcaldesa fue María Estrella Fernández Mielgo (PP).
El PSOE ha obtenido 6 victorias (1979, 1983, 1987, 1991, 1999 y 2007) de las que ha conseguido la alcaldía, contra las 3 victorias de los populares (1995, 2003 y 2011) en este municipio.
En las elecciones de mayo de 2015, el PSOE ganó las elecciones en el ayuntamiento de Villarejo de Órbigo, y el alcalde fue Joaquín Llamas Redondo (PSOE).

## Cultura

### Fiestas

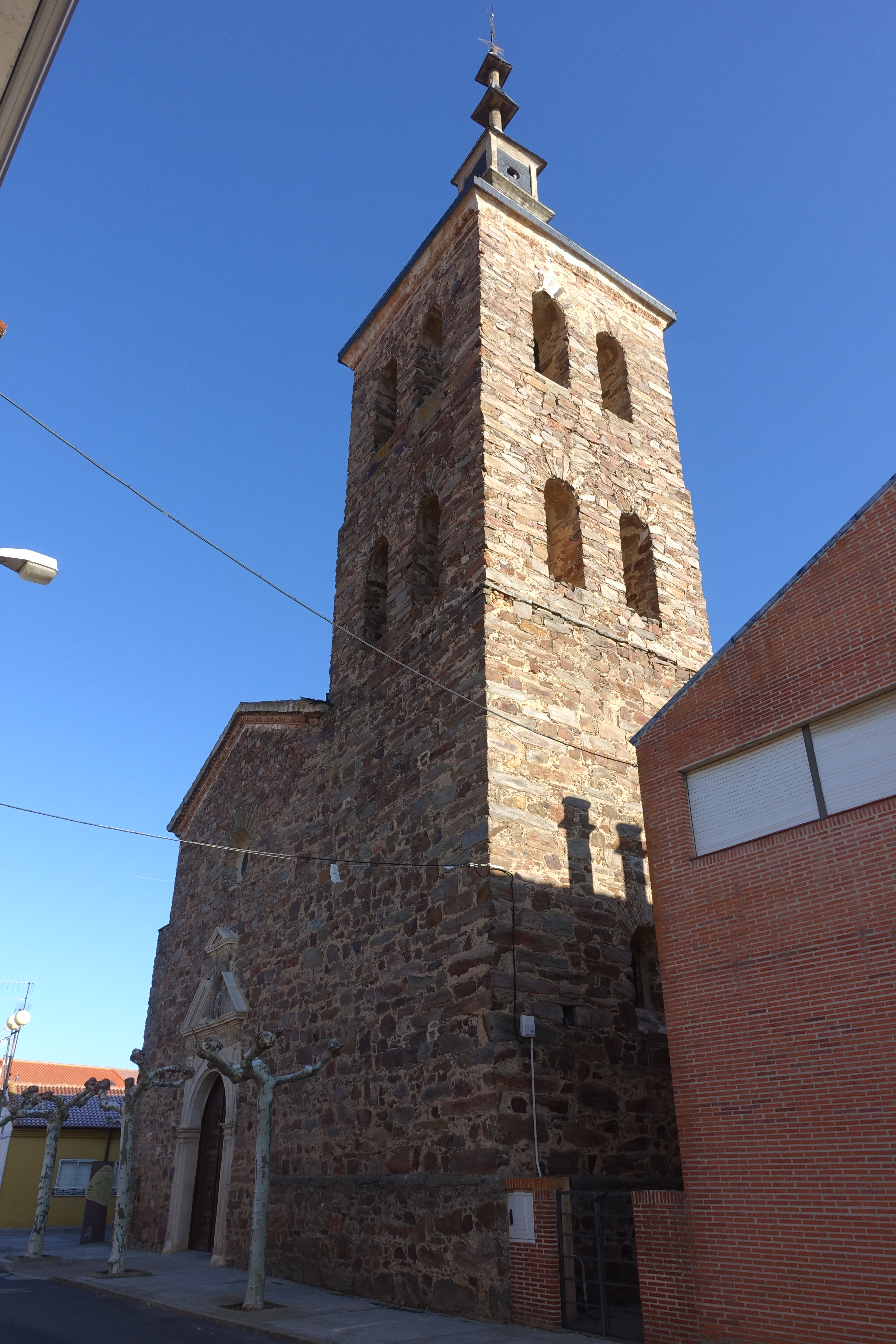
Iglesia de San Martín Obispo

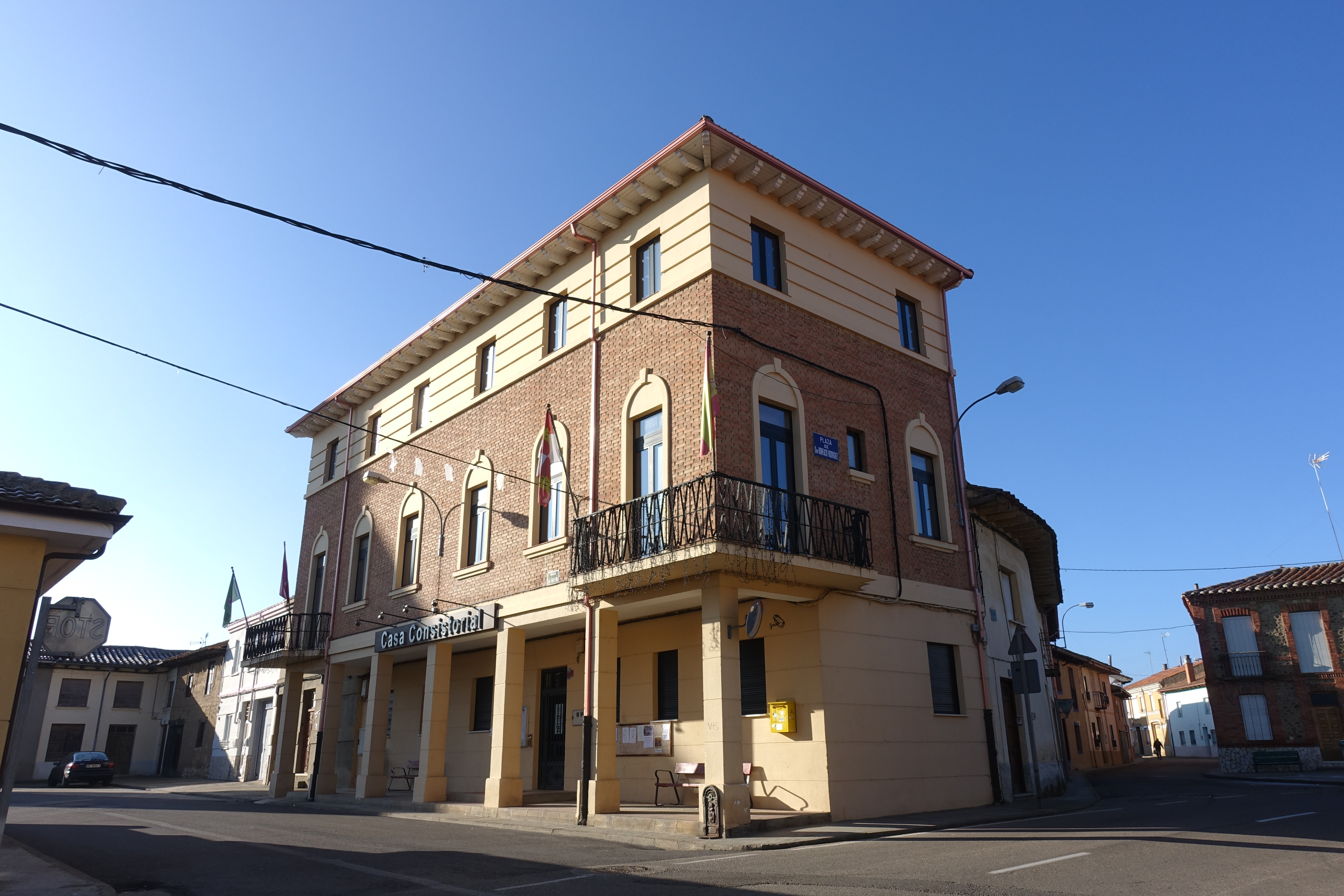
Casa consistorial

- Fiesta del Corpus (finales de mayo). Son tres días, siendo el sábado el principal. Tradicionales alfombras de serrín tintado que dan forma a diferentes motivos religiosos, y señalan el recorrido de la procesión del Corpus Christi.
- También se celebra San Martín de Tours, que es el Patrón del pueblo, el 11 de noviembre.
- El primer sábado de agosto, también se celebra la tradicional fiesta de la Juventud.

### Gastronomía
La gastronomía de la ribera del Órbigo está ligada a la tierra y a la ganadería, por esa razón dominan las carnes de la matanza, las legumbres y las hortalizas. Sin embargo el río, que es un dominio tradicional de los pescadores, proporciona la protagonista de uno de los platos más singulares: las sopas de truchas.
La base del plato es la típica sopa de ajo, cocinada con ajo, pimentón, pan (preferiblemente de hogaza), sal y aceite. A ella se añade la trucha troceada o desmigada, enriqueciéndola considerablemente, y convirtiéndola en un plato mucho más denso y consistente que la sopa original.